# アドリアン・マングラール
アドリアン・マングラール（Adrien Manglard、フランス語発音: フランス語発音: [adʁijɛ̃ mɑ̃ɡlaʁ] 。1695年3月10日 - 1760年8月1）はフランスの画家、版画家。
人生のほとんどをローマで活動し、熟練した海洋画家となった 。
ロスピリョージ家や、サルデーニャ王のヴィットーリオ・アメデーオ2世、パルマ公爵フィリップ、などの一流の顧客から絵画の注文を受けた。パルマ公は、マングラールに140点以上の作品を依頼している  
弟子として著名な人物にクロード・ジョセフ・ヴェルネがいる。

## 生涯

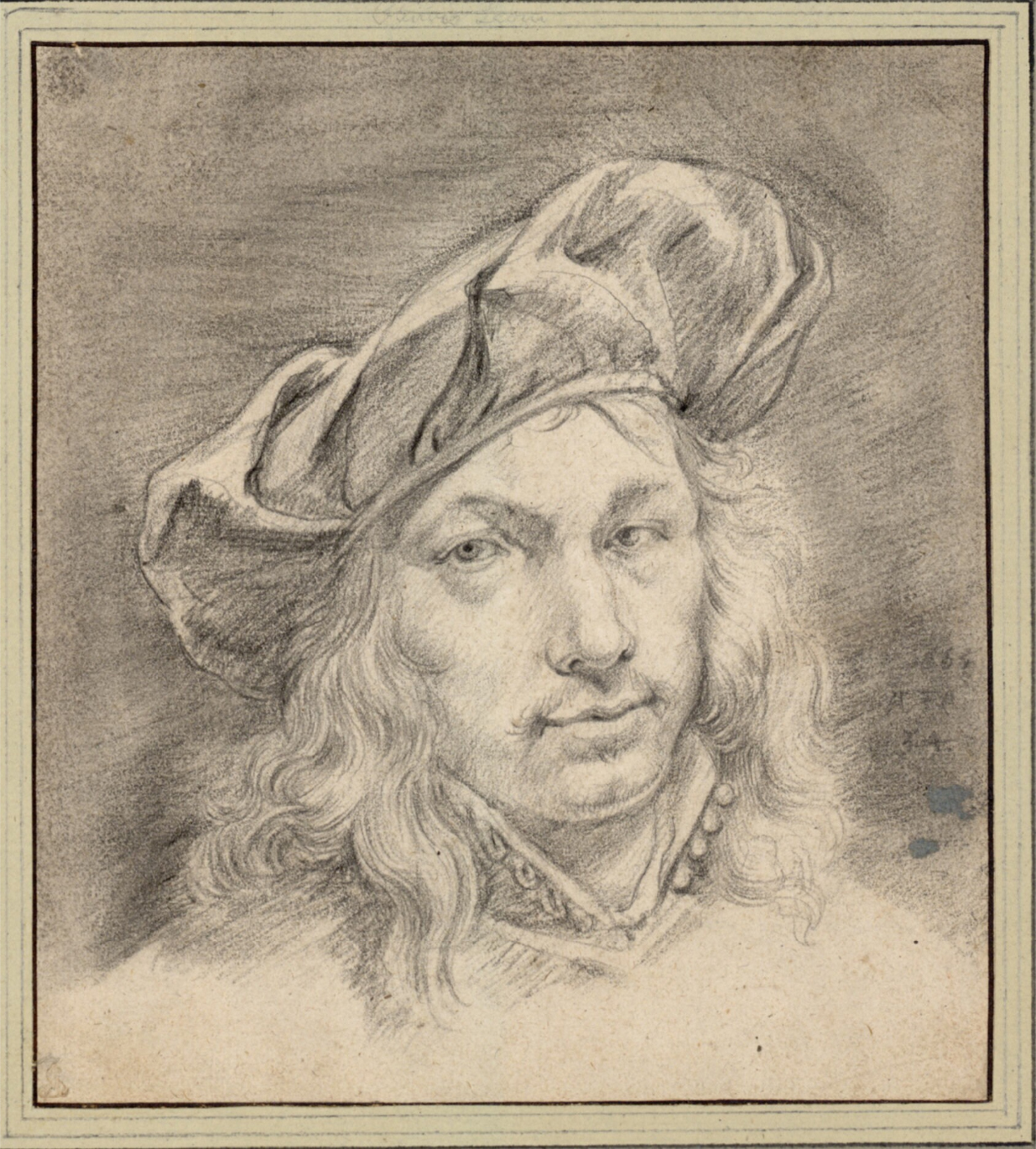
マングラールの最初のマスター、アドリアン・ファン・デル・カベル

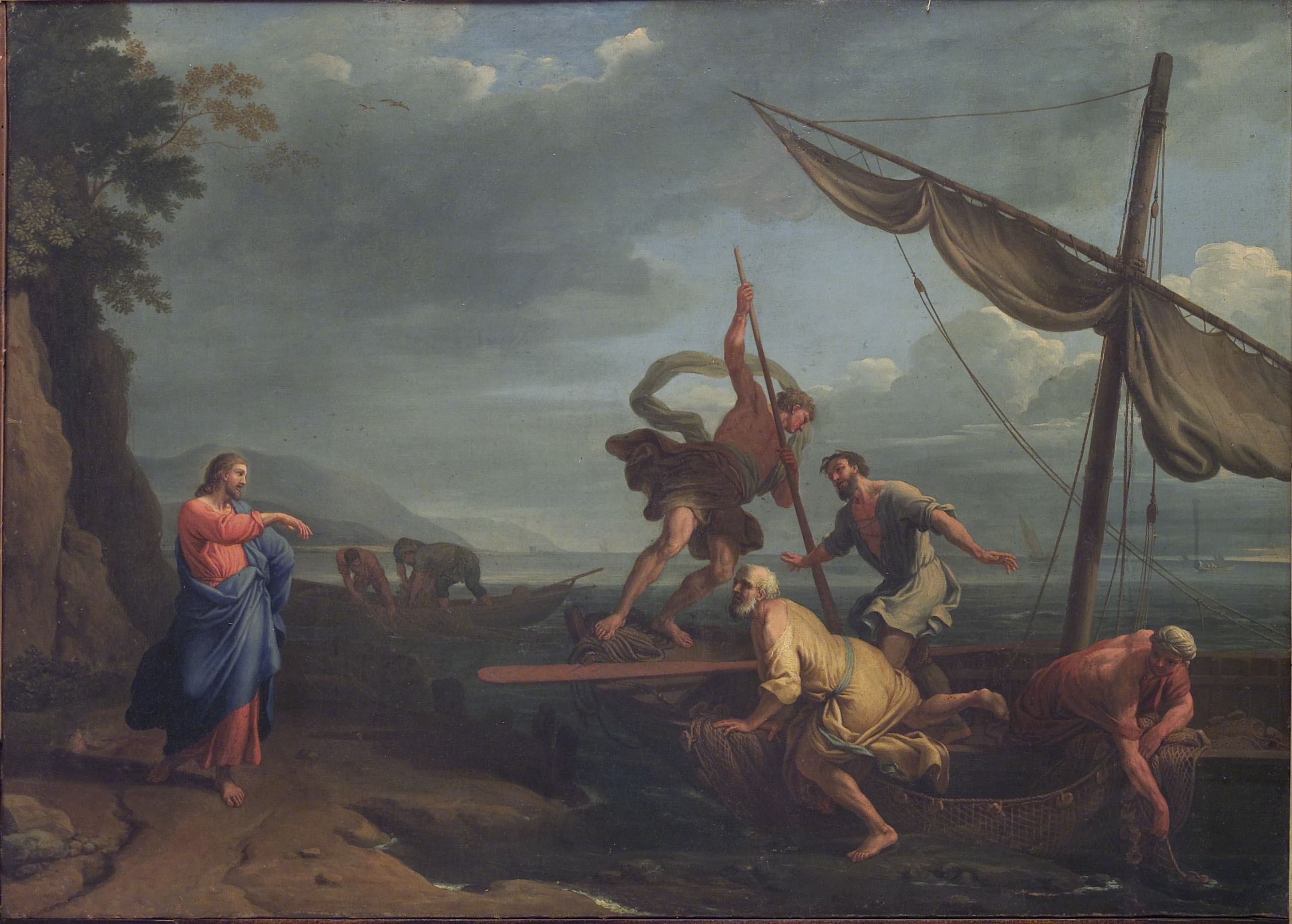
マングラールのフィギュアペインティングの例

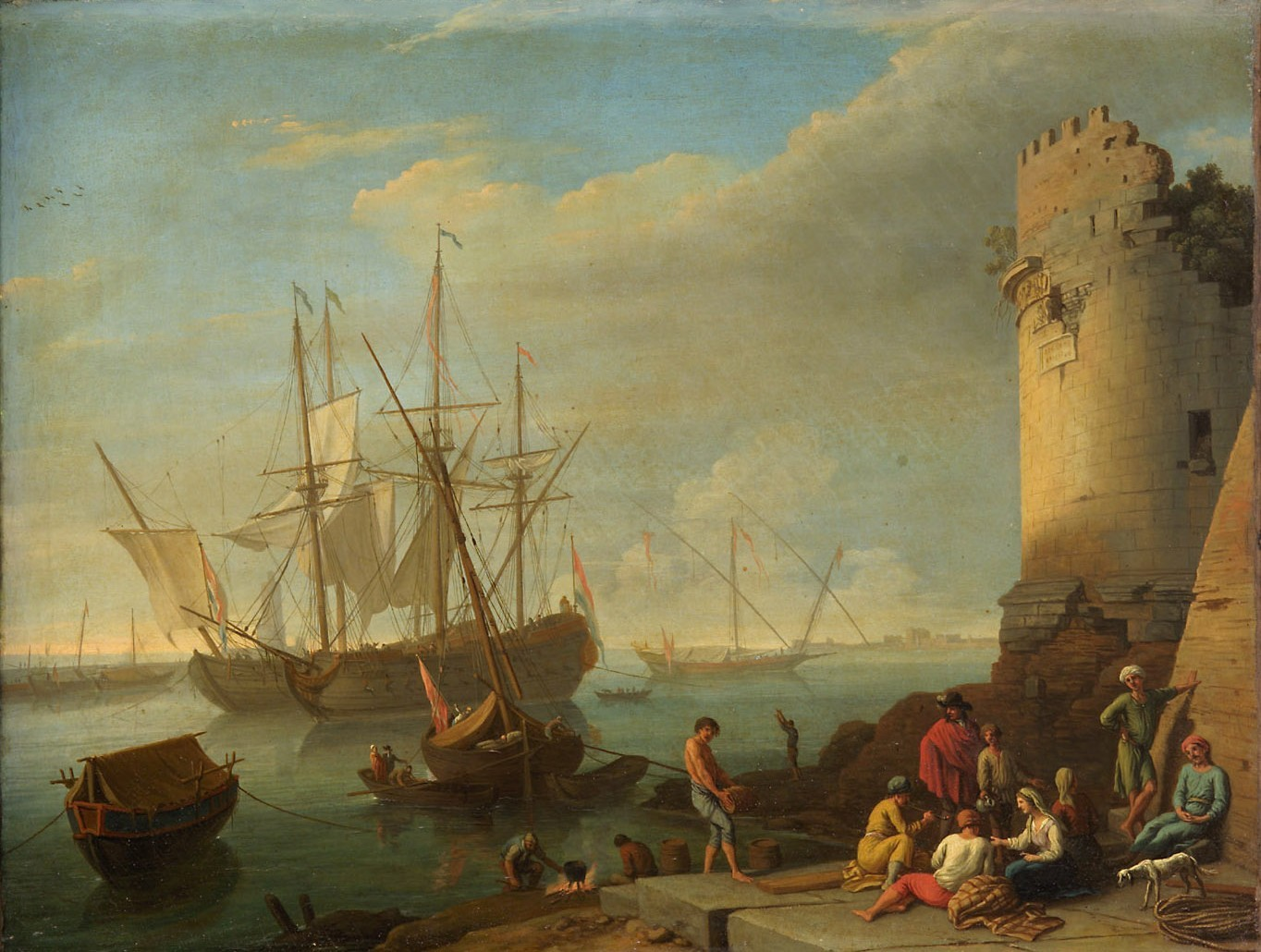
Seehafen, 美術史美術館, ウィーン

1695年3月10日、フランス王国リヨン市で、エドモン・マングラール（エイメと呼ばれる）とキャサリン・ローズ・デュペリエの長子に生まれた。同じ年の3月12日にサンヴァンサン教会で洗礼を受けた。

マングラールはリヨンのアドリアン・ファン・デル・カベルに師事した。ファン・デル・カベルはオランダ黄金時代の風景画家であり、ヤン・ファン・ホーイェンの弟子であり、マングラールのように若い頃にローマに旅し、1656年から1674年までローマに滞在した人物である。ローマやボローニャの画家の影響を受けて、「オランダ風景画」のスタイルは形成された 。ファン・デル・カベルの学生として、マングラールはオランダ黄金時代の風景画と、17世紀に典型的なイタリア化されたオランダの絵画スタイルの影響を受けた。
マングラールはその後、リヨンからマルセイユやアヴィニョンに移り、カルトジオ修道会の画家アンベール(Joseph-Gabriel Imbert:1666–1749）に師事した。
1710年代のいつか（おそらく1715年頃）、マングラールはローマに移り、そこで人生とキャリアのほとんどを過ごすことなった。マングラールがローマに到着した正確な日付は不明であるが、1722年以前であることは確実である。マングラールによる1722年の絵画（海の風景をペンと水彩で描いた作品）は、かつてフィレンツェのNiccolò Gabburriのコレクションに含まれていたが今失われている。ローマを拠点とする彫刻家のピエール・ルグロ(Pierre Le Gros)は、マングラールの海景画6点を購入した。ルグロは1719年に亡くなり、彼の購入した海景画は、記録に残るマングラールの最も初期の絵画になった。
マングラールはこの時は「旅行者」としてローマにやって来たので、1736年に正会員となったフランスの王立絵画彫刻アカデミーの保護下になかったが 1722年に彼はおそらくすでにローマである程度の名声をえていたマングラールは、少なくとも1720年代半ば以降、著名な顧客員の支持を享受し始めた。1720年代にサヴォイア公国からの注文を受けるようになり、1726年にローマから2点の絵画を送った。有名な顧客には、1726年にそれぞれ2点の絵画を購入したサヴォイア公、後にピエモンテ王になったヴィットーリオ・アメデーオ2世とパルマ公、フィリッポ1世が含まれていた。フィリッポ1世だけでも、マングラールに140点以上の絵画を依頼して、宮殿に飾った。マングラールはまた、コロンナ家、オルシーニ家、ロンダーニ家、ロスピリョージ家、キージ家などの、最も重要なローマの貴族の一族の後援を受けた。キージ家のために、彼は今日イタリア首相の公邸になったキージ宮殿のピアノ・ノビーレの2つの部屋のフレスコ画を描いた。
1728年6月8日、マングラールの母親であるキャサリンローズデュペリエがアヴィニョンで亡くなり、 マングラールはおそらくこの機会にアヴィニョンに戻ったと考えられる。
40年以上にわたるイタリアでのキャリアの後、マングラールは1760年8月1日にローマで没した。
画家であることに加えて、マングラールは美術品の収集家でもあり、 マングラールの没後の1761年1月、ローマの公証人J. L. Vannoiは、マングラールのコレクションの目録を作成した。マングラールの相続人は、当時パリに住んでいた弟のピエールであった。

## 作品
フランスでのファン・デル・カベルとアンベールのもとで短期間学んだ後、ローマに移った。ローマでの彼の最も初期の作品の1つは（1722年をイタリアの首都に到着するための終着点として設定; ル・グロスは1719年に彫刻家が亡くなる前に彼から6枚の絵画を取得したことが知られている）チョーク、ペン、水彩による素描は、フィレンチェの収集家、ニコロ・ガブリが依頼し、かつてフィレンツェのガブリ美術館に収容されていたが現在は失われている（"Disegno d’una marina, toccata di penna e acquerelli; per traverso lunga un braccio e 1/6, alta soldi 15, con quantità di navi e figure. Di mano di monsù Adriano Manglard di Lione di Francia, fatto in Roma apposta per questo studio l’anno 1722''）。
ローマで、風景画家として名声を博す前にベルナルディーノ・フェルジョーニ(Bernardino Fergioni)に師事したと伝えられている。 1722年までには、すでにローマで比較的知られた画家になっていた。
マングラールは、彼自身がイタリアに旅行したオランダの黄金時代の造園家によって訓練されました。そこでは、彼のスタイルは地元のローマボローニャ派の影響を受けました。このように、マングラールは最初にオランダ黄金時代の風景画のスタイルに触れ、カベルのイタリアの影響を十分に受け、その後実際に20代前半にイタリアに移り、ローマを拠点とする著名な画家の影響を受けました、彫刻家ピエール・レグロスのサークルのアーティストを含む、セバスティアーノ・コンカやガスパール・ファン・ヴィッテルなど。 マングラールの海洋絵画は、「クロード・ロランの理想化された古典的な風景と、北部のモデルの鋭いリアリズム」を組み合わせています。

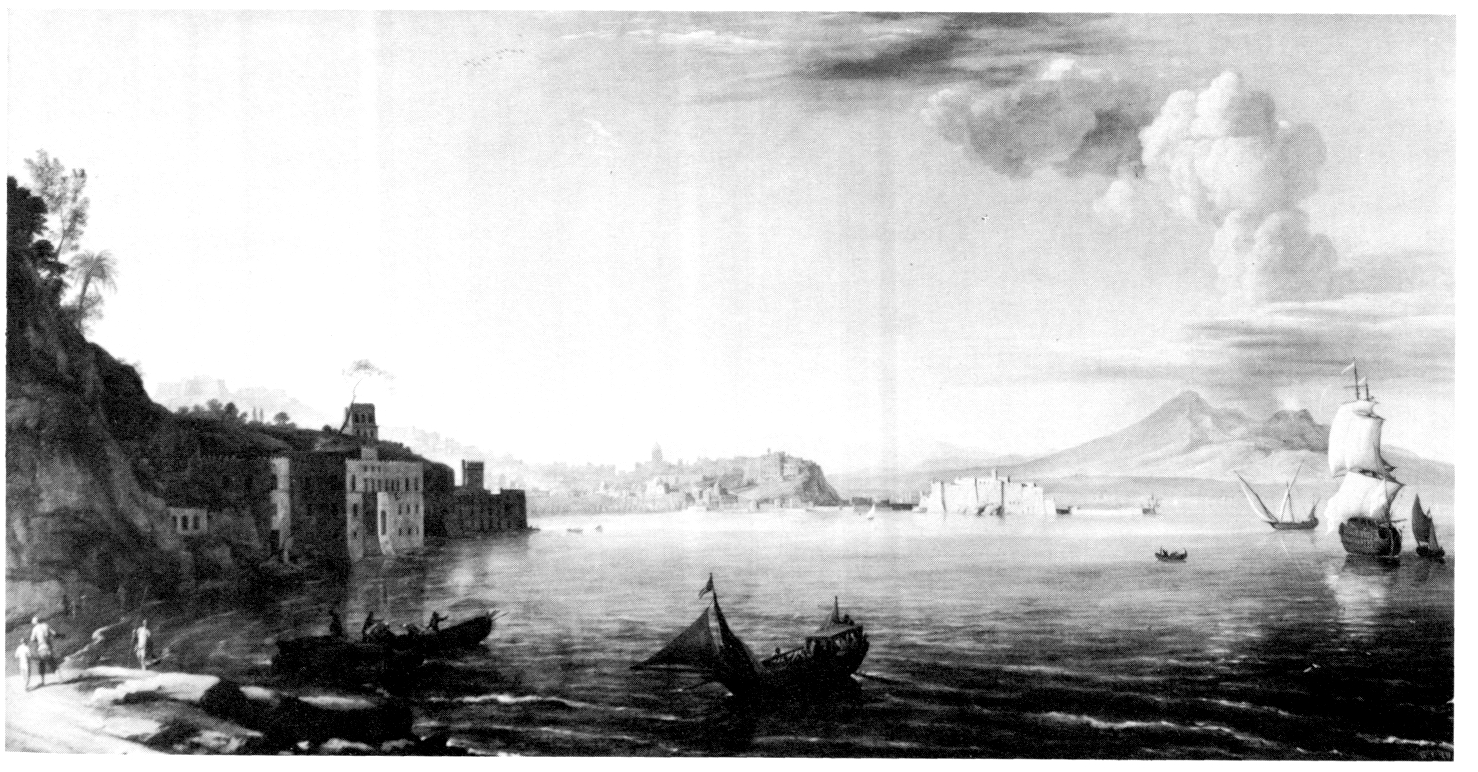
ナポリの眺め, Schloss Rohrau

ローマで得意な分野として海洋画に取り組んだ。船舶や、オリエントの風景を特徴づけるトルコ人やラクダを研究した。港の風景に、北アフリカのムーア人とラクダを描き、イタリアの大きな港に漂う異国情緒を表現した。
ヴェネツィアの港がかつて、オリエントへの玄関になっていたが、マングラールはヴェネツィアなどの北イタリアの港をあまり描かかなかったのに対して、ナポリを頻繁に描き 、ナポリに近いヴェスヴィオ火山を3回ほど描いている。
マングラールのローマで最も著名な学生は、間違いなく、アヴィニョン出身のクロード・ジョセフ・ヴェルネであった。マングラールは、ベルナルディーノ・フェルジオ－ニと一緒に海景の絵を描き始めました。何人かの著者によると、ヴェルネとマングラールの両方が彼らの師であるフェルジオ－ニ凌駕した。同じ著者によると、ヴェルネは、音、しっかりした、自然で調和のとれた味を提示した彼の主人よりも微妙な優雅さと精神を持っていました（ "... Il suo nome [BernardinoFergioniの名前] fu dopo non molti anni oscurato da due franzesi、Adriano Manglard、di un gusto sodo、naturale、accordato; e il suo allievo、Giuseppe Vernet、di una vaghezza e di uno spirito Superiore al maestro"）。

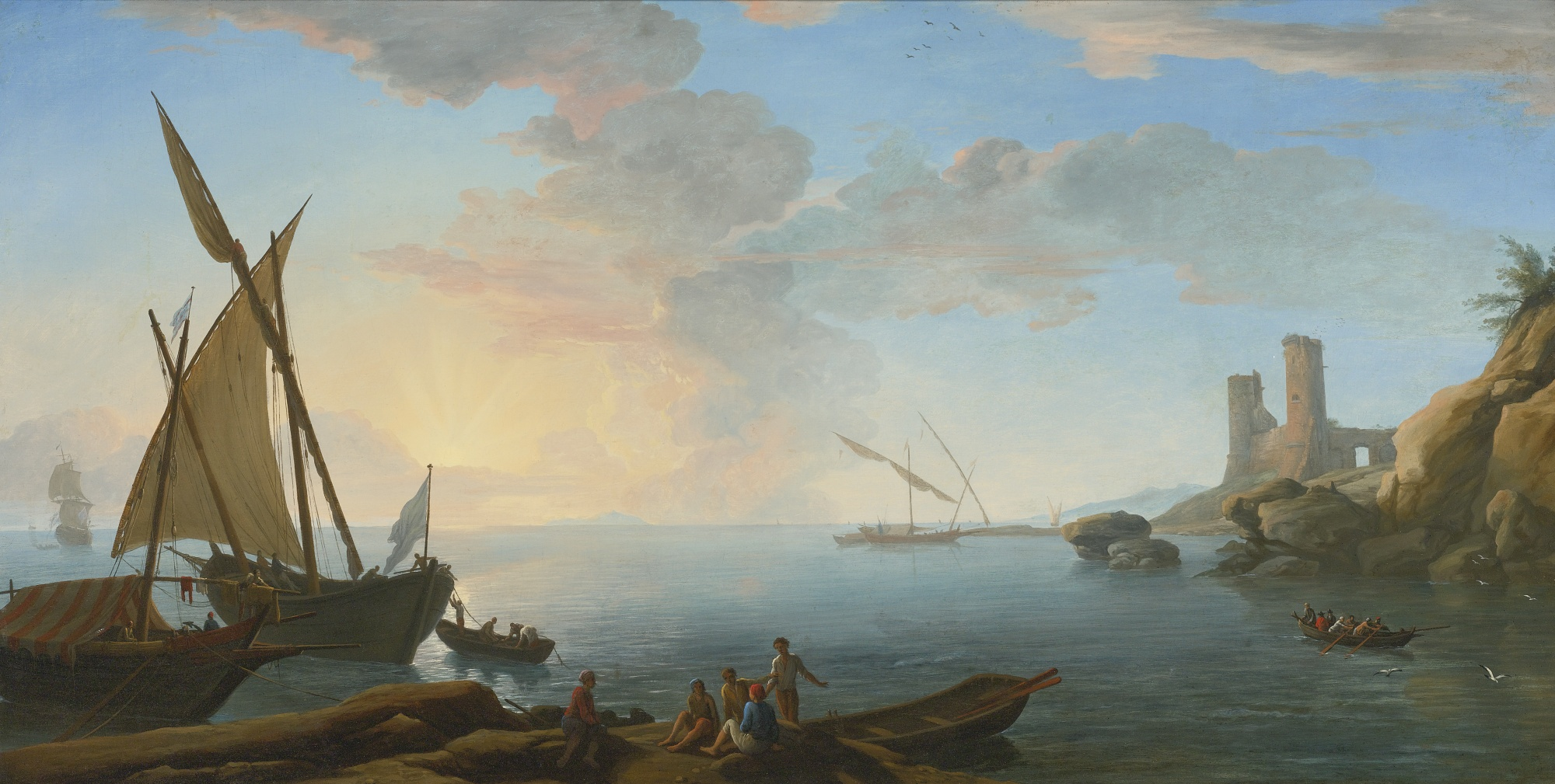
ローマでのマングラールの初期の作品の例

## ギャラリー

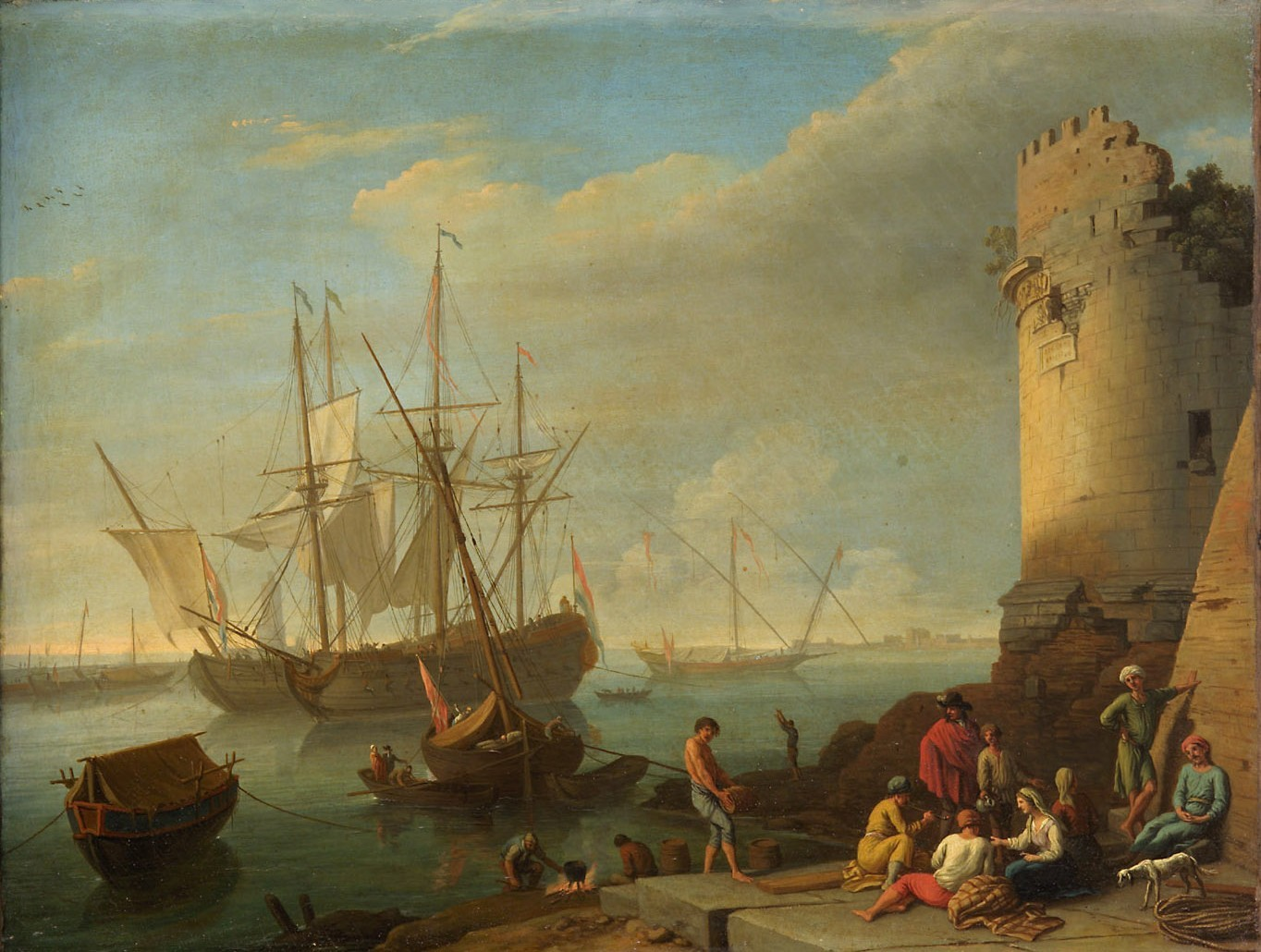
Seehafen, 美術史美術館, ウィーン
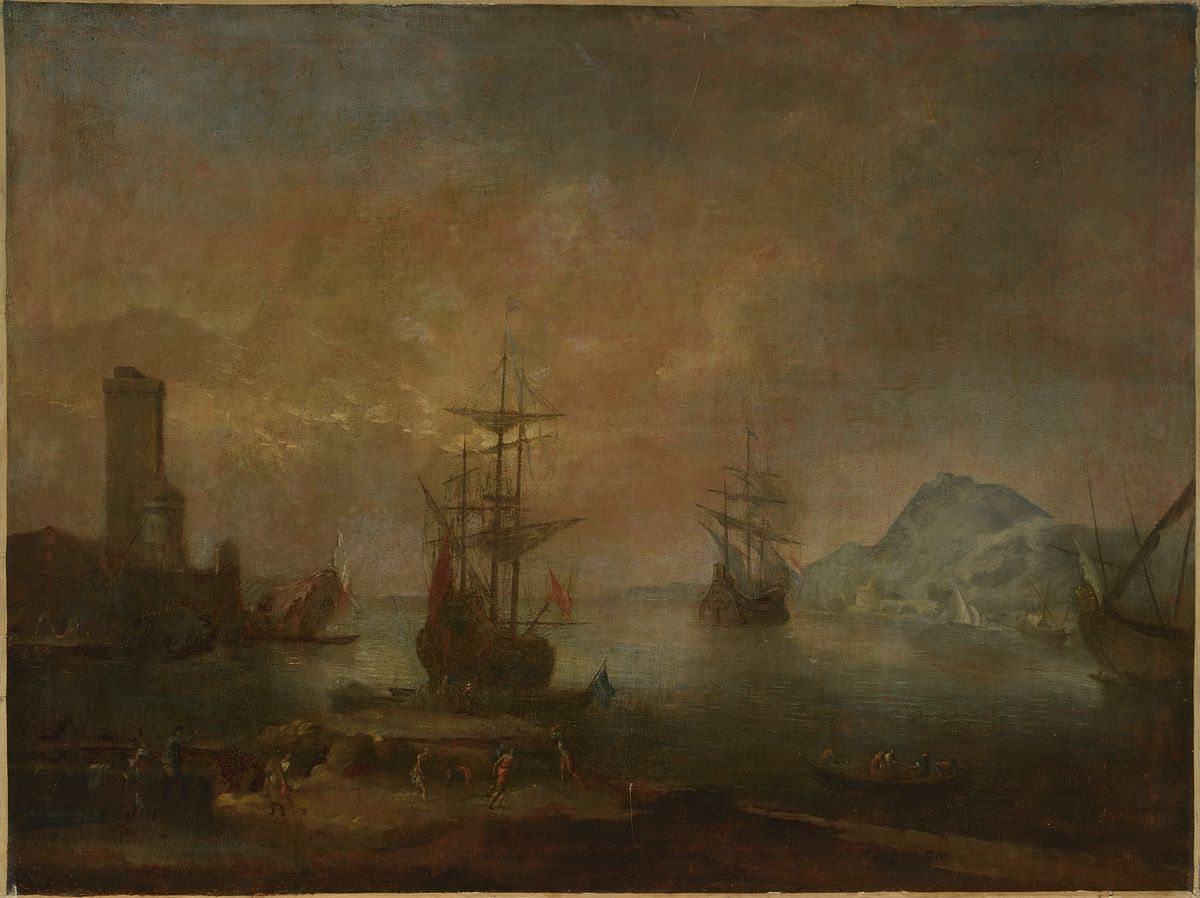
Marine, リヨン美術館, リヨン
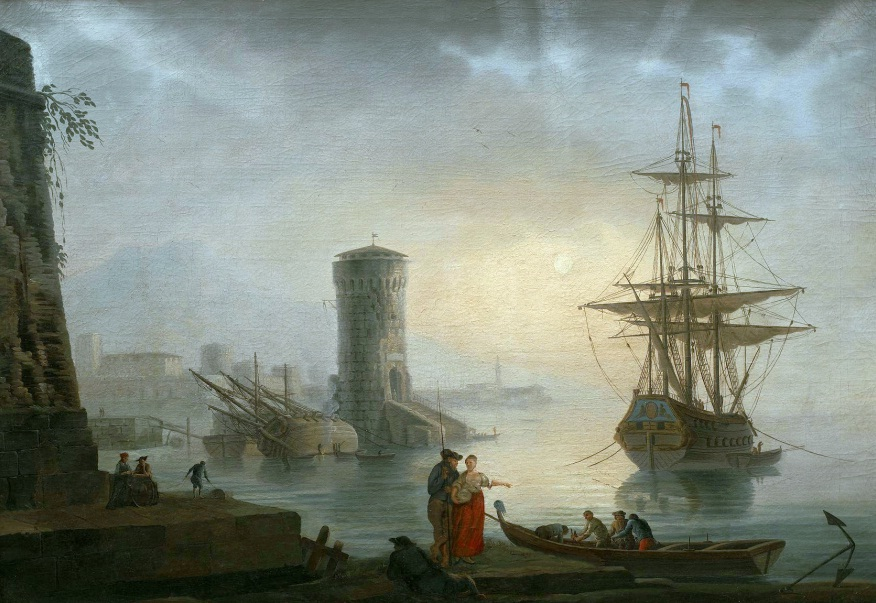
Mediterranean Port, King John III Palace Museum, ワルシャワ
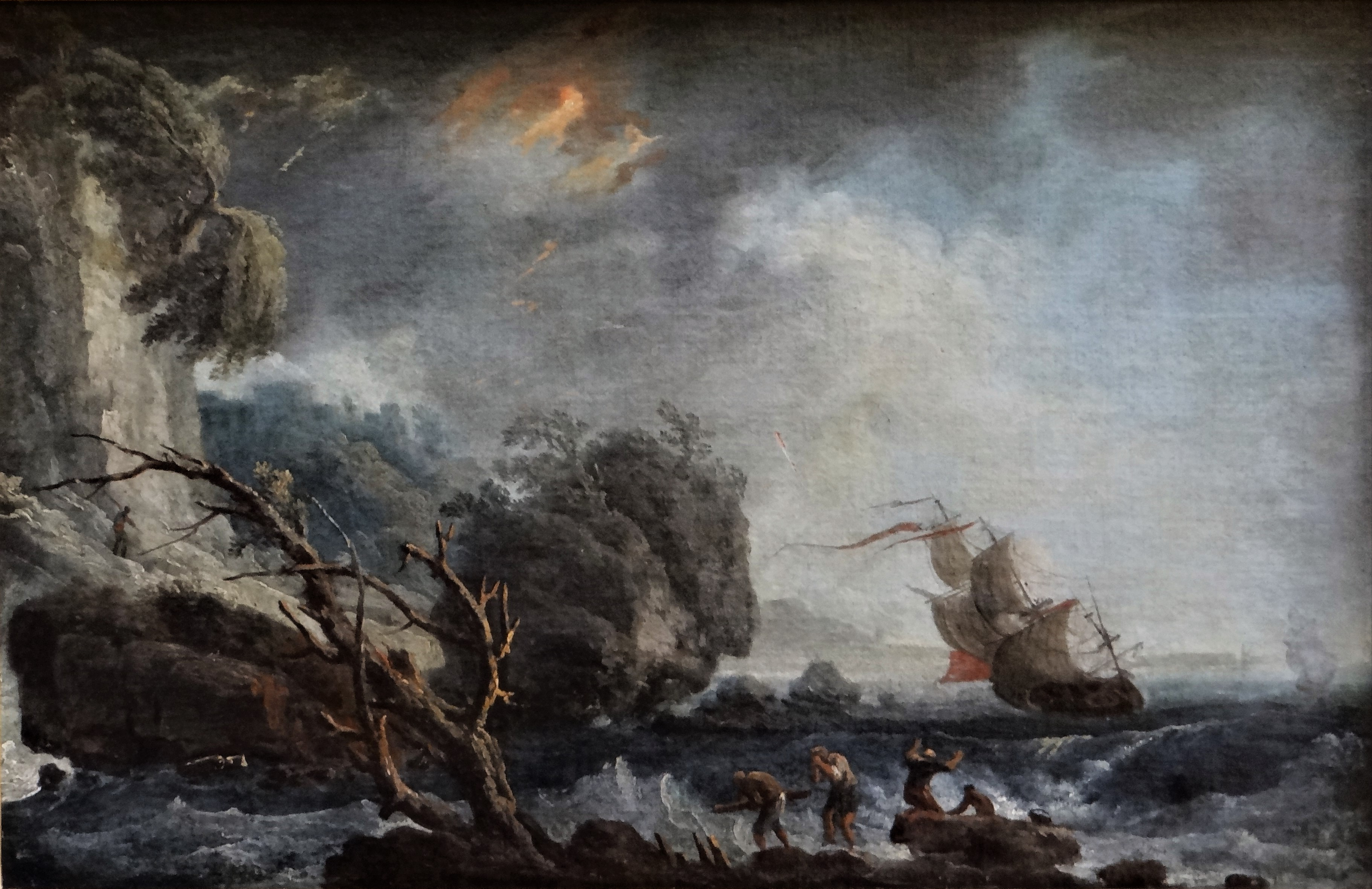
The End of the Storm, Musée d'Art et d'Archéologie, ペリゴール
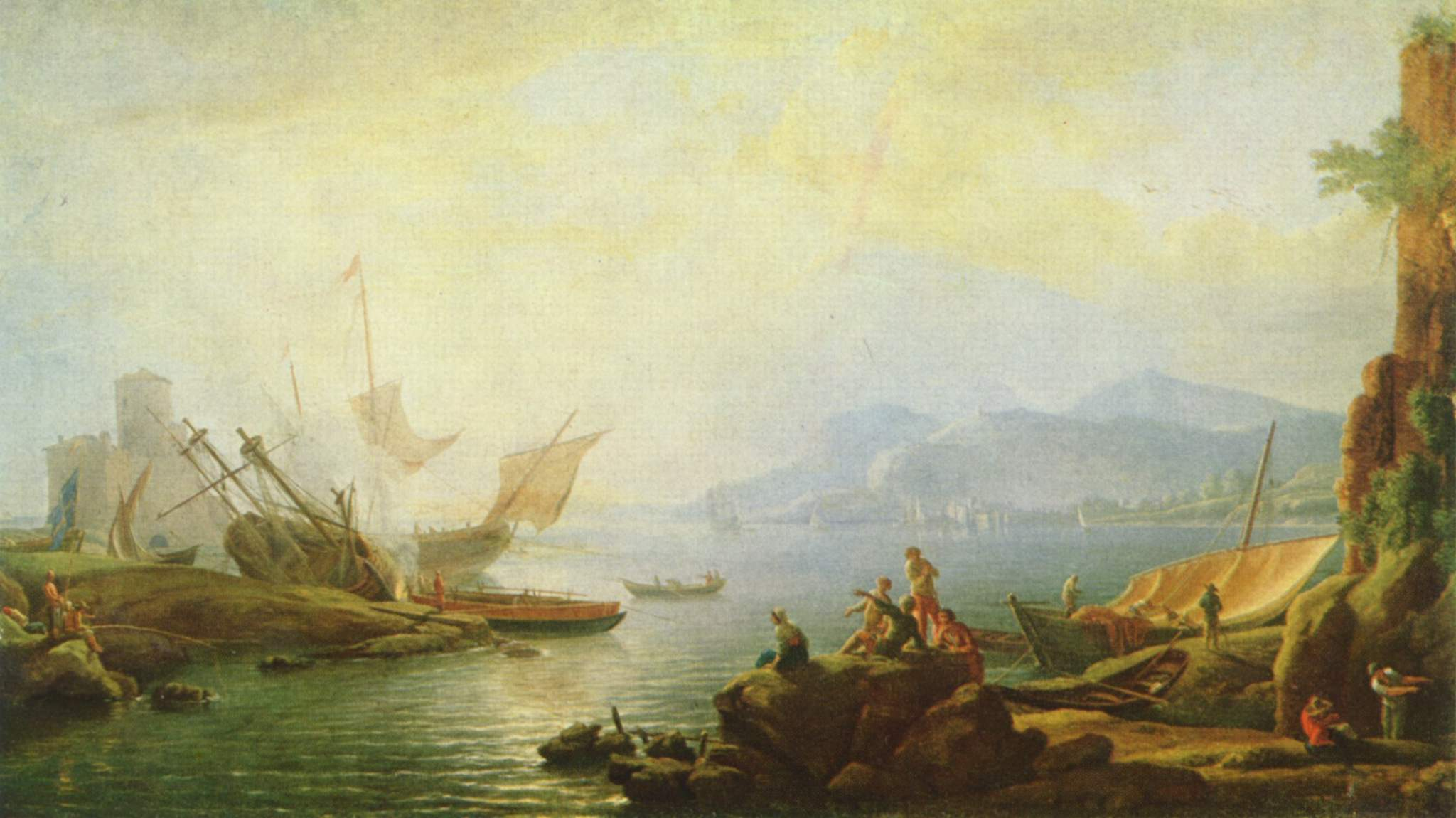
Flußmündung mit Hafen, ブダペスト国立西洋美術館, ブダペスト
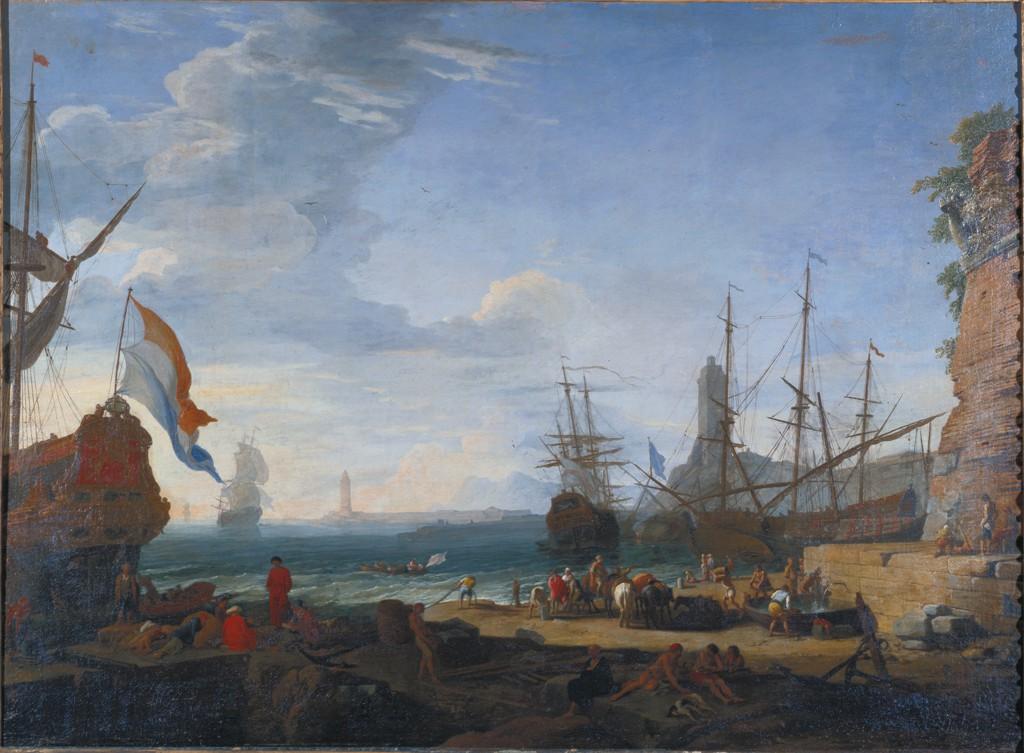
Seaport Scene, ハーバード美術館群, ケンブリッジ (マサチューセッツ州)
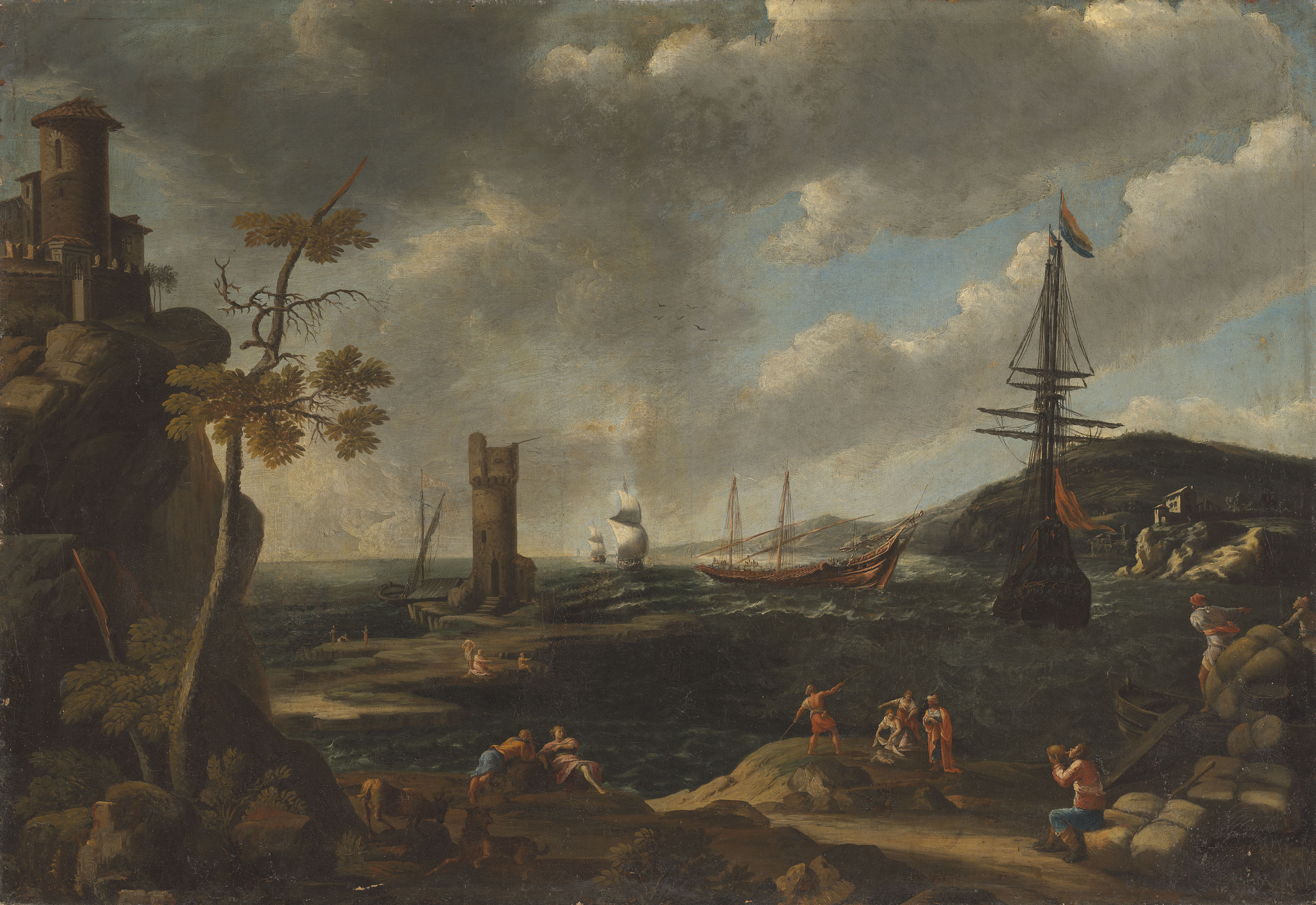
A Coastal Landscape with Fishermen, プライベートコレクション
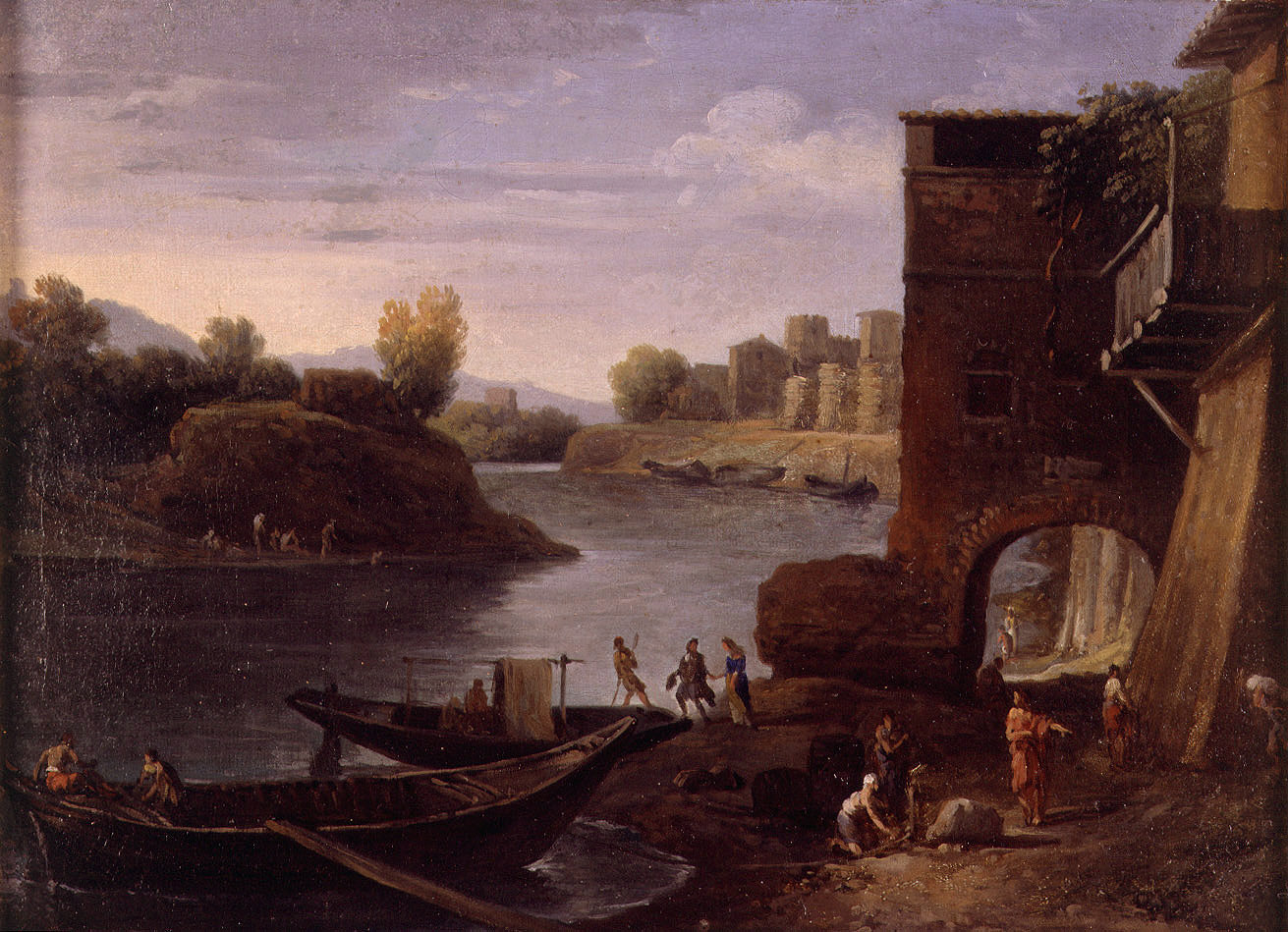
Embarcadero, アドリアン·マングラールのサークル,  バレンシア美術館, バレンシア (スペイン)
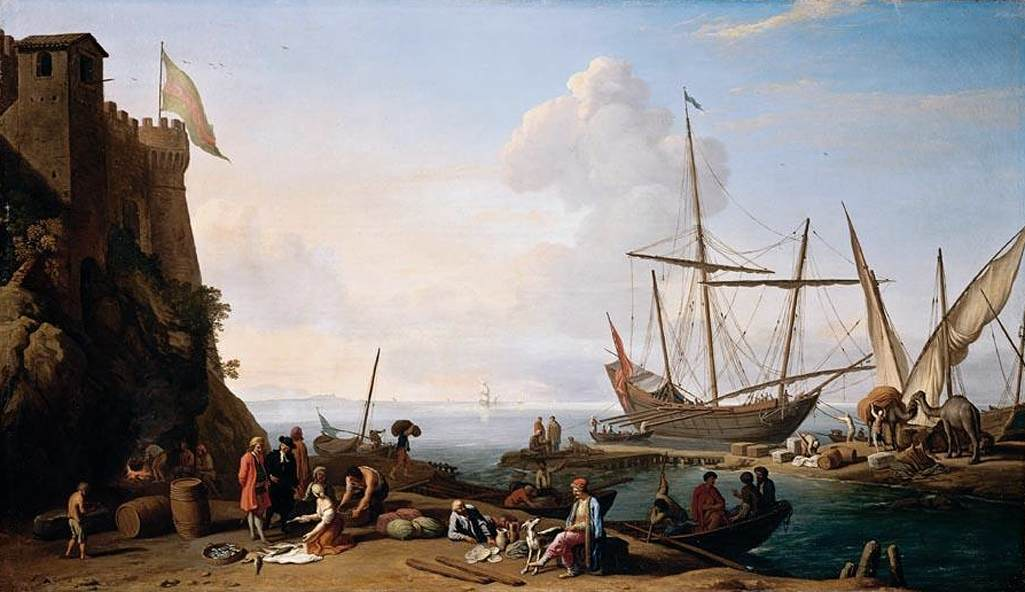
Mediterranean Harbour Scene, プライベートコレクション

### ノート
1. ↑  “Manglard, Adrien”.  Oxford Art Online. 2020年10月9日閲覧。
2. ↑  “Adrien Manglard”.  Netherlands Institute for Art History. 2020年10月9日閲覧。
3. ↑  Michel 1981, p. 823–827.
4. 1 2 3 4 5 6 7 8  “Manglard, Adrien”.  Oxford Art Online. 2020年10月9日閲覧。
5. ↑  “Manglard, Adrien”.  Web Gallery of Art. 2020年10月9日閲覧。
6. ↑  “Vernet”.  Treccani. 2020年10月9日閲覧。
7. ↑  Greater London Council, Joseph Vernet, Philip Conisbee (1976). Claude-Joseph Vernet, 1714-1789. The Council; University of Michigan. pp. 1728;1739;1747
8. ↑  Silvia Maddalo (1982). Adrien Manglard (1695-1760). Multigrafica; University of Virginia. pp. 20–28
9. ↑  “Manglard, Adrien”.  Oxford Art Online. 2020年10月9日閲覧。
10. ↑  Michel 1981, p. 827.
11. ↑  Maddalo 1982, p. 30.
12. ↑  Maddalo 1982, p. 64.
13. ↑  “Cabel (Kabel), Adriaan (Adriaen; Ary) van der (Corydon; Geestigheit)”.  Oxford Art Online. 2020年10月9日閲覧。
14. 1 2 3 4  Maddalo 1982, p. 31.
15. ↑  G.Dargent 1979.
16. ↑  “Collezione Gabburri”.   Biblioteca Nazionale di Firenze. 2020年10月9日閲覧。
17. 1 2 3 4  Maddalo 1982, p. 34.
18. 1 2 3 4  Michel 1981, p. 834.
19. ↑  Maddalo 1982, p. 16.
20. 1 2  “Adrien Manglard”.   Netherlands Institute for Art History. 2020年10月9日閲覧。
21. ↑  Maddalo 1982, p. 39.
22. ↑  “Manglard, Adrien”.  Web Gallery of Art. 2020年10月9日閲覧。
23. ↑  Maddalo 1982, p. 13.
24. ↑  Governo italiano. “La Sala dei Paesaggi Boscosi e la Sala delle "Marine"”.  Italian Government. 2020年10月9日閲覧。
25. 1 2  Maddalo 1982, p. 15.
26. ↑  Michel 1981, p. passim.
27. ↑  Maddalo 1982, p. 19.
28. ↑  “Collezione Gabburri”.   Biblioteca Nazionale di Firenze. 2020年10月9日閲覧。
29. 1 2  “Southern Mediterranean Seascape with Boats and Figures at Sunset”.  Sotheby's. 2020年10月9日閲覧。
30. ↑  Michel 1981, p. 835.
31. ↑  Michel 1981, p. 836.
32. ↑  Michel 1981, p. 837.
33. ↑  “Joseph Vernet”.  Britannica. 2020年10月11日閲覧。
34. ↑  Maddalo 1982, p. 23.